# Josquin des Prés
Josquin dés Prés (także Desprez, Jodocus Pratensis) (ur. ok. 1450–1455 w pobliżu Saint-Quentin, zm. 27 sierpnia 1521 w Condé-sur-l’Escaut)  – kompozytor i śpiewak flamandzki, dyrygent chórów kościelnych w Mediolanie, Rzymie, Ferrarze i Modenie.

## Życiorys
Urodził się najprawdopodobniej na terenie ówczesnej Francji w Pikardii. Informacje dotyczące życia kompozytora oparte są głównie na nielicznych źródłach pośrednich i hipotezach. Przypuszcza się, że był uczniem Johannesa Ockeghema. Do roku 1479 przebywał jako śpiewak na dworze mediolańskim. Za pontyfikatów Innocentego VIII i Aleksandra VI działał w kapeli papieskiej, oraz dyrygował chórami w innych kościołach Rzymu. Po podboju Księstwa Mediolanu przez Francję służył na dworze króla Ludwika XII, oraz Herkulesa d’Este księcia Ferrary i Modeny. Działał również w niektórych miastach północnej Francji, m.in. w Cambrai.
Zmarł 27 sierpnia 1521 r. w Condé-sur-l’Escaut w prowincji Hainaut, przy dzisiejszej granicy z Belgią. W swoim testamencie przekazał kolegiacie Notre Dame w Condé-sur-l’Escaut, w której pod koniec życia pełnił funkcję proboszcza, dom i wszystkie swoje posiadłości, fundując sobie wieczyste wspominki polegające na śpiewaniu podczas uroczystych procesji, przed jego domem, jego własnych kompozycji. Cieszył się dużą sławą, był pierwszym kompozytorem, którego utwory drukowano za życia.

## Działalność kompozytorska
Josquin des Prés komponował prawie wyłącznie muzykę wokalną. Twórczość jego obejmuje podstawowe gatunki muzyki religijnej tego okresu, czyli msze i motety, oraz świecką chanson. Twórczość mszalna obejmuje 18 cykli ordinarium, opartych na cantus firmus zaczerpniętym z chorału. W jego motetach cantus firmus, pochodzący z chorału lub muzyki świeckiej, wprowadzany jest często w trakcie utworu. Chansons wykazują ogromną różnorodność ukształtowań formalnych, kompozytor opracowywał wiersze prawie wszystkich form i typów tematycznych tych czasów. Wiele motetów utrzymanych jest też w technice przeimitowanej. Utwory Josquina des Prés, mimo stosowania licznych imitacji, są bardzo czytelne i przejrzyste. W swoich dziełach coraz częściej zaczął stosować trójdźwięki, a głos basowy zaczął być traktowany jako podstawa harmoniczna. Uważany jest za najwybitniejszego kompozytora drugiej połowy XV w. oraz pierwszej ćwierci XVI w. Był zwany princeps omnium (książę wszystkich). Marcin Luter miał powiedzieć o Josquinie: „Inni muzycy robią z nutami to, co potrafią, Josquin robi to, co chce”.

## Twórczość
- msze:
  - Missa ad fugam (autorstwo podważone)
  - Missa Ave Maris Stella
  - Missa de Beata Virgine
  - Missa di dadi
  - Missa D’ung aultre amer
  - Missa Faisant regretz
  - Missa Fortuna desperata
  - Missa Gaudeamus
  - Missa Hercules Dux Ferrarie
  - Missa L’ami Baudichon
  - Missa La sol fa re mi
  - Missa L’homme armé sexti toni
  - Missa L’homme armé super voces musicales
  - Missa Malheur me bat
  - Missa Mater Patris
  - Missa Pange lingua
  - Missa sine nomine
  - Missa Une musque de Biscaye (autorstwo podważone)
- motety
- chansons
- frottole